# Natalija Tereschtschenko
Natalija Tereschtschenko (ukrainisch Наталія Терещенко, engl. Transkription Nataliya Tereshchenko; * 23. Juli 1976 in Kiew) ist eine frühere ukrainische Biathletin.
Natalija Tereschtschenko lebt in Tschernihiw und ist Sportlehrerin. 1992 begann sie mit dem Biathlonsport und gab zum Auftakt der Saison 1999/2000 ihr Debüt im Biathlon-Weltcup. In Hochfilzen bestritt sie mit einem Einzel ihr erstes Rennen und erzielte sofort als Zehntplatzierte nicht nur erste Weltcuppunkte, sondern erreichte auch ihr bestes Weltcupergebnis überhaupt. Im darauf basierenden Verfolgungsrennen wurde sie 13. und erreichte damit ihr drittbestes Resultat. Bei der nächsten Station im Weltcup in Pokljuka kam mit Olena Subrylowa, Olena Petrowa und Tetjana Wodopjanowa ein zweiter Platz im Staffelrennen hinter den Russinnen hinzu. In der Gesamtwertung der Saison wurde die Ukrainerin 36. Längerfristig konnte Tereshenko diese Leistungen nicht bestätigen. In den beiden folgenden Saisonen erreichte sie noch mehrfach Ergebnisse in den Punkterängen, die aber immer seltener wurden. Erstes Großereignis wurden die Biathlon-Weltmeisterschaften 2000 in Kościelisko, wo Tereshenko 17. im Einzel und mit Oksana Hlowa, Tetjana Rud und Olesya Sharhavnina Staffel-Achte wurde. Nur wenig später trat sie am Holmenkollen in Oslo bei ihren ersten Biathlon-Weltmeisterschaften an und wurde dort im Einzel eingesetzt, das sie als 12. abschloss. Auch bei den zweiten und letzten Weltmeisterschaften startete sie 2001 in Pokljuka einzig im Einzel und belegte Rang 54. Zu Beginn der Saison 2001/02 bestritt Tereschtschenko ihre letzten Rennen im Weltcup.

## Biathlon-Weltcup-Platzierungen
Die Tabelle zeigt alle Platzierungen (je nach Austragungsjahr einschließlich Olympische Spiele und Weltmeisterschaften).
- 1.–3. Platz: Anzahl der Podiumsplatzierungen
- Top 10: Anzahl der Platzierungen unter den ersten zehn (einschließlich Podium)
- Punkteränge: Anzahl der Platzierungen innerhalb der Punkteränge (einschließlich Podium und Top 10)
- Starts: Anzahl gelaufener Rennen in der jeweiligen Disziplin

| Platzierung              | Einzel | Sprint | Verfolgung | Massenstart | Team | Staffel | Gesamt |
| ------------------------ | ------ | ------ | ---------- | ----------- | ---- | ------- | ------ |
| 1. Platz                 |        |        |            |             |      |         |        |
| 2. Platz                 |        |        |            |             |      | 1       | 1      |
| 3. Platz                 |        |        |            |             |      | 1       | 1      |
| Top 10                   | 1      |        |            |             |      | 3       | 4      |
| Punkteränge              | 4      | 1      | 1          | 1           |      | 4       | 11     |
| Starts                   | 9      | 15     | 9          | 2           |      | 4       | 39     |
| Stand: nach Karriereende |        |        |            |             |      |         |        |